# Enzo Bifoli
Enzo Bifoli, pseudonimo di Enzo Biffoli (Firenze, 21 aprile 1882 – Genova, 1º luglio 1965), è stato un architetto, pittore, scultore e illustratore italiano. Artista attivo e poliedrico, in giovane età fu anche ceramista e, più avanti negli anni, docente e autore di libri per le scuole d'arte. Era solito firmarsi semplicemente architetto e affreschista.
Varie sue opere sono conservate nel Catalogo generale dei Beni Culturali.

## Biografia

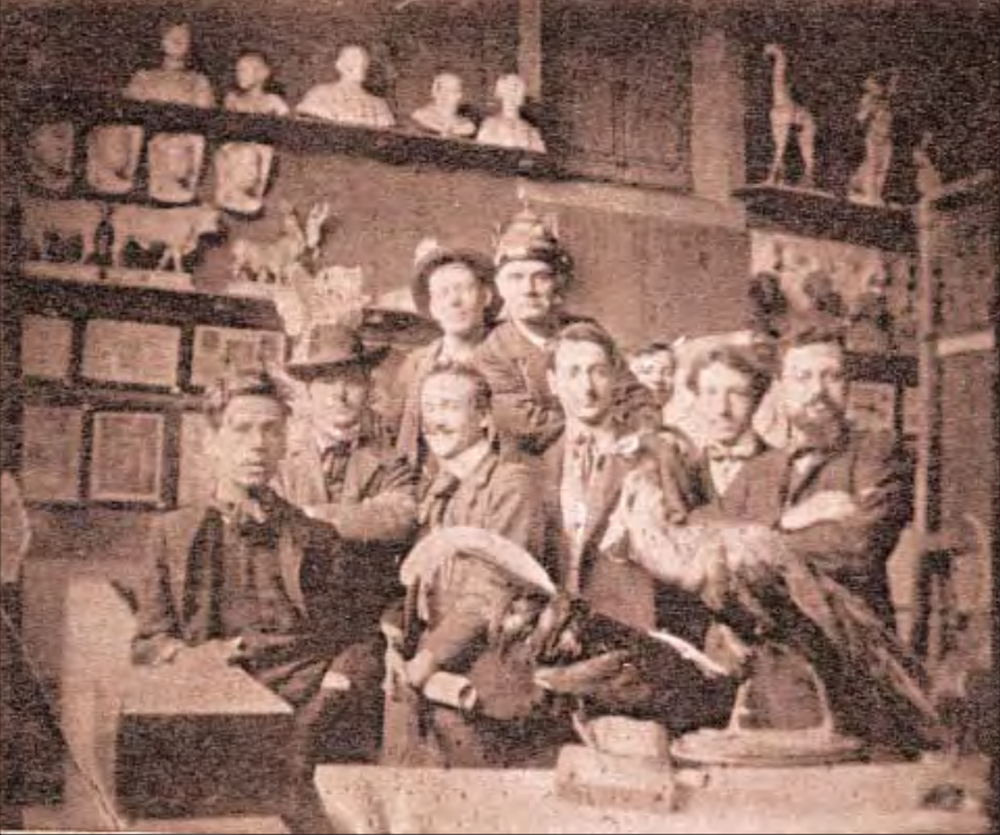
Un Enzo Bifoli ventenne, primo da sinistra, studente nella manifattura "Arte della Ceramica" di Galileo Chini.

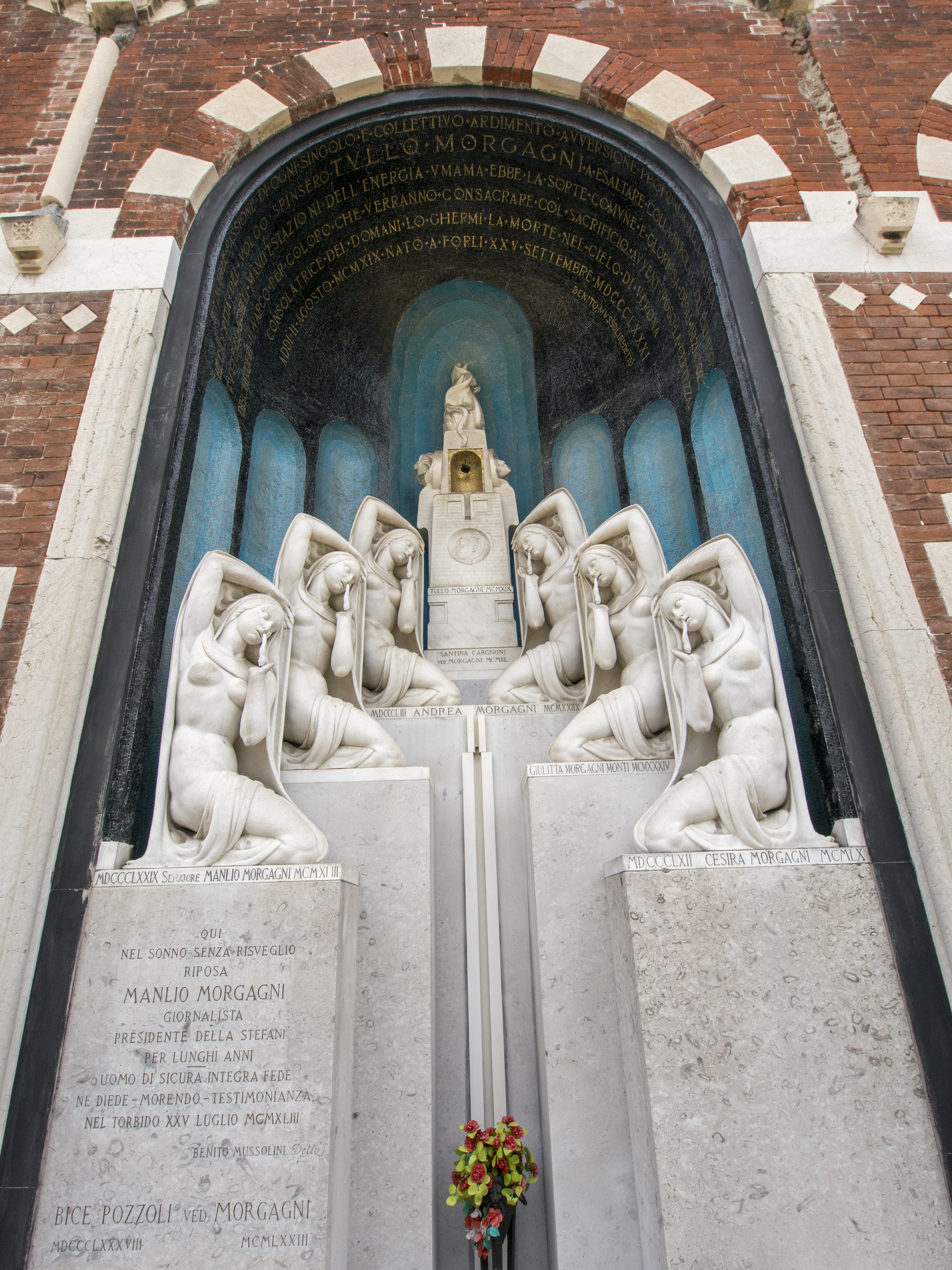
Il Monumento Morgagni al Cimitero monumentale di Milano.

Nato a Firenze dal tipografo Arturo Biffoli (con due effe si firmò anche Enzo fino al 1914), nel 1897 si iscrisse alla Scuola professionale di arti decorative e industriali di Corinto Corinti a Firenze, presso la quale ottenne il diploma nel 1902. Seguì anche i corsi della scuola di nudo all'Accademia di belle arti presso la quale ottenne la licenza nel 1900. Durante la formazione, fra il 1897 e il 1903 svolse i suoi primi approfondimenti come ceramista nella manifattura di Galileo Chini.
Chiamato a Genova dal pittore Riccardo Cavallari, collaboratore di Gino Coppedè, Bifoli si stabilì nel capoluogo ligure nel 1904, prendendo studio in via San Luca 12, ed entrando a far parte dello studio di Coppedé fino al 1918. Poco si sa del lavoro all'interno dello studio di Coppedè, che era solito firmare semplicemente col nome dello studio le varie opere, sebbene Bifoli abbia lasciato note manoscritte su parte delle opere svolte, fra cui la decorazione della facciata di Palazzo Zuccarino (1907). Durante questo periodo continuò gli studi a Bologna presso l'Istituto di Belle Arti, dove nel 1912 conseguì con due anni di anticipo il diploma di professore di disegno architettonico, che conferiva la licenza di architetto (il corso di laurea specifico, equipollente al diploma di professore, sarebbe stata istituita solo dodici anni dopo).
Fra anni tra il 1908 e il 1916 ebbe una significativa attività espositiva, partecipando alle importanti mostre della Società Promotrice di Belle Arti (1912, 1914, 1916, 1926), con olii su tela e disegni a penna, alcuni dedicati alle opere di Sem Benelli, come La Cena delle Beffe (1910), Fiora per L'amore dei tre Re (1911), Rosmunda, La Maschera di Bruto (1912), oltre a progetti architettonici. Con Aurelio Craffonara, Ottavio Papini e Giuseppe Sacheri, partecipò all'Esposizione Internazionale di Marina e Igiene Marinara (1914). Nel 1914 scoprì e prese sotto le proprie dipendenze un giovanissimo Oscar Saccorotti, affidandogli le sue prime commesse.
Per quanto concerne l'attività di docente, nell'anno 1915 sostituì provvisoriamente Riccardo Haupt alla cattedra di architettura dell'Accademia Ligustica. Fra gli anni trenta e cinquanta del Novecento, fu poi docente di ornato al Liceo Artistico Nicolò Barabino. Poi, dal 1925, fu nominato accademico di merito dell'Accademia Ligustica, mentre nel 1938 aggiunse alle attività di docenza l'insegnamento di disegno presso la Scuola Tecnica Commerciale di Villa Scassi.
Nel periodo successivo alla prima guerra mondiale, mentre Genova viveva una profonda rivoluzione urbanistica e una esplosione demografica col nascere della Grande Genova, nel centro più antico della città interi tratti di quartieri risalenti anche al Medioevo venivano demoliti per fare spazio alle nuove costruzioni. Anziché ricorrere alla fotografia, per tenere traccia di queste aree che sarebbero andate perdute, si diede incarico ad architetti e pittori affermati di riprodurre vie ed edifici, con particolari vedute prospettiche. A Bifoli fu affidata la zona di Ponticello, fra via Fieschi sino a Porta Soprana, rappresentando tratti urbani antichi di cui non si hanno pertanto altre tracce (inclusa una facciata del Teatro Apollo), fra questi: vico Schiavi, vico Dritto di Ponticello, vico Frangipani, vico Morcento, vico Matamore, salita Ripalta, vico Perera, vico Digheri (fra salita Piola, via Fieschi e Borgo Lanaioli), vico dei Berrettieri. In questa occasione fu anche autore di importanti rilievi presso Palazzo Ducale e la Cattedrale di San Lorenzo di valore archivistico e storico, e che, riguardo alla Cattedrale, permisero di ricostruire le quadrifore originali. I disegni (carboncino, matita e un acquerello) sono conservati presso la Collezione Topografica del Museo di Sant'Agostino.
Affascinato dal fantastico e dal futurismo, negli anni 1919-1920, realizzò una serie di illustrazioni e copertine per la rivista La Vita Marittima e Commerciale. Fu anche lungamente illustratore e copertinista de Il secolo illustrato con soggetti spesso epici e fantastici, influenzati dal futurismo e dal razionalismo. Nel 1921, partecipò alla Prima Biennale di Belle Arti di Roma e fu presente anche alla Prima Esposizione di Belle Arti di Verona. Nel 1931-1932, prese parte alla Prima Esposizione Internazionale d'Arte Sacra di Padova. A partire dagli anni '30 del Novecento, prese parte anche a varie importanti mostre del Sindacato Fascista di Belle Arti, le quali, visto l'inasprirsi della dittatura, costituivano ormai le uniche di ampio respiro organizzate nella regione, e che avevano luogo, come precedentemente quelle della Società Promotrice di Belle Arti, presso il foyer del Teatro Carlo Felice (fra le altre, partecipò a quelle del 1929, 1931, 1934, 1937, 1938).
Fra il 1925 e il 1930 lavorò a Palazzo Edison a Musocco (Milano), Palazzo Celesia a Genova, Palazzo Podestà a Genova, all'affresco della Chiesa della Santissima Annunziata e San Silvano (coperto nel 1936 da un'opera di Cesare Tos), Palazzo Pennè a Genova, ai restauri di Galleria Missaglia in vico Casana, Villino delle Rose in via Piaggio, Palazzo Piotti ad Acqui Terme, Villino Arrì in salita S. Tecla, Villa Preve a Borgo Fornari, Villa Lertora-Durante (fu autore della balaustra). Dal 1931 e per lungo tempo si dedicò a un progetto di rifacimento della Chiesa di San Fruttuoso, di cui restano numerosi disegni, che però non si concretizzò.
Fra il 1928 e il 1930 affrescò la Chiesa di Nostra Signora della Salute della Spezia. Negli anni '30 appare fra gli architetti impegnati nel restauro della Cattedrale di San Lorenzo a Genova, presso cui, sotto la direzione di Orlando Grosso, lavorò al ripristino della facciata. Ricevette anche commissioni per progetti inerenti la torre di Palazzo Ducale, la riqualificazione della chiesa di San Matteo e per alcuni elementi ornamentali in ferro battuto del chiostro di Sant'Andrea. Nel 1939 si occupò degli affreschi a decorazione dell'ingresso laterale e del vestibolo della Basilica di Santa Maria Immacolata con decorazione architettonica e scultorea e rivestimento in marmo policromo.
Soprattutto nella seconda parte della sua carriera di architetto e pittore, si occupò anche di arte sacra e arte funeraria, sia nella progettazione architettonica di edifici sacri, sia nella decorazione ad affresco, marmo o sculutura di edifici già presenti, sia nell'arte funeraria vera e propria. Fra il 1921 e il 1930, progettò e fu autore del celebre Monumento Morgagni, collocato presso il Cimitero monumentale di Milano e dedicato alla famiglia di Tullo e Manlio Morgagni, occupandosi sia della progettazione, sia delle sculture e delle decorazioni. Fu autore anche di tre tombe presso il Cimitero Monumentale di Staglieno, la prima, eseguita con la figlia Elsa su disegno del padre nella galleria vicino all'ingresso secondario, poi la Tomba Grasso (1933), e la Tomba Bersaglio (1933), tutte eseguite con la collaborazione della figlia. Risultano opera di Bifoli anche tombe minori, fra le quali: Tomba Ghiorzi, Tomba Frenna, Tomba Magliano Malatesta, Tomba Zaccheo Bolognini, Tomba Morione, Tomba Lanata Penso, Tomba Cavenago, Tomba Pesenti, Tomba Martinelli e Tomba Percoco.
Nel novembre 1942, durante bombardamenti su Genova della seconda guerra mondiale lo studio di Bifoli venne devastato da un incendio che coinvolse l'intera via San Luca, mandando in cenere il suo intero archivio fotografico storico e un ampio numero di opere. Questa vicenda, a cui si aggiunse la morte della moglie nel 1943, causò un rallentamento dell'attività creativa di Bifoli, che proseguì soprattutto nell'insegnamento.
Nel 1949 illustrò il libro Il Mito di Dante di Luigi Parini, edito da Vallardi.
Con la moglie, Ida Artusi, sposata a Genova nel 1906, fu padre di Elsa (1907), Iris (1909) e Giovanna (1916); Elsa fu anch'ella pittrice. Bifoli morì a Genova nel 1965. 
Nell'aprile 2023 si è tenuta una conferenza sulle trasformazioni urbane del centro genovese presso i musei di Palazzo Rosso che ha avuto come fulcro i rilievi effettuati da Bifoli negli anni '30.

## Opere

### Saggi
- Enzo Bifoli, Il disegno per la scuola media prima classe, Padova, Cedam, 1941, SBN CUB0103625.
- Enzo Bifoli, Il disegno per la scuola media seconda classe, Padova, Cedam, 1942, SBN CUB0103626.
- Enzo Bifoli, Il disegno per la scuola media terza classe, Padova, Cedam, 1947.

### Raccolte
- Enzo Bifoli, Progetti e schizzi architettonici e decorativi, prefazione di Giovanni Costanzi, Torino, C. Crudo, 1915, SBN MIL0296260.

### Pittura e architettura
- Francesco Flores d'Arcais, Il genio nella cenere. Catalogo delle opere di Enzo Bifoli dal 1896 al 1942 (PDF), Roma, Fabrizio Semper, 2006. URL consultato il 22 settembre 2023 (archiviato dall'url originale il 19 febbraio 2018).